# Letta Mbulu
| Letta Mbulu                               | Letta Mbulu                               |
| Kattints az alábbi külső linkek egyikére! | Kattints az alábbi külső linkek egyikére! |
| ----------------------------------------- | ----------------------------------------- |
| Nem található szabad kép.(?)              |                                           |
| külső link · jogvédett                    | Letta Mbulu                               |

Letta Mbulu (Soweto, 1942. augusztus 23. –) dél-afrikai dzsessz-, soulénekesnő.

## Pályafutása
Sowetóban született és nőtt fel. Az 1950-es évektől szerepelt aktívan. Az apartheid miatt 1965-ben elhagyta Dél-Afrikát, és az Egyesült Államokba költözött. Az USA-ban többek között Cannonball Adderleyvel, és Harry Belafonte-val is együtt dolgozott.
Szerepelt több televíziós filmben is (Roots, The Color Purple, Soul Train).
1991-ben hazatért Dél-Afrikába. 2001-ben életműdíjjal jutalmazták. (South African Music Awards for lifetime achievement.)
Férje Caiphus Semenya, zeneszerző, zenekarvezető.

## Diszkográfia
- 1967: Letta Mbulu Sings
- 1968: Free Soul
- 1970: Letta
- 1971: Mosadi
- 1973: Naturally
- 1976: There’s Music in the Air
- 1978: Letta
- 1980: Sound of a Rainbow
- 1983: An Evening of African Music
- 1992: Not Yet Uhuru
- 1996: In the Music the Village Never Ends
- 1972: Belafonte... Live (közreműködik)
- 1999: Greatest Hits (Columbia)
- 2005: Letta Mbulu Sings/Free Soul (Stateside)
- 2007: Culani Nami (Sony)
- 2016: Best off
- 2017: The Essential